# 海上保安庁訓練機不時着事故
海上保安庁訓練機不時着事故（かいじょうほあんちょうくんれんきふじちゃくじこ）は2023年（令和5年）4月18日に大分県宇佐市で発生した、海上保安庁の小型機（練習機）による航空事故。エンジントラブルにより、農地に不時着した。

## 事故の経緯
海上保安学校宮城分校北九州航空研修センターに所属する訓練機（機種:セスナ 172、機体記号: JA395A。以下、「当該機」とする。）は4月18日午前9時15分頃、北九州空港から出発した。搭乗者は40代の教官と20代の訓練生の2名であった。
当該機の飛行目的は訓練であり、トラブル発生までは訓練生が操縦を行っていた。離陸後は宇佐市の上空でエンジンの出力を100%に上げるなどして操縦感覚を養う訓練を行っていたところ、航空管制を担当している築城基地に教官から「エンジンの出力があがらない。緊急着陸する」との無線通信があり、10時2分頃に宇佐市松崎の畑に着陸した。Flightradar24の記録によれば、9時53分ごろには高度を下げ始めており、10時1分にトランスポンダのスコークを7700に設定している。
不時着は教官の操縦によって行われた。着陸後、乗員が自力で消防に通報した。
当初の予定では10時30分頃に北九州空港に戻る予定であった。
機体は不時着後に上下がひっくり返った状態になったが、乗員の2名は軽傷（首の捻挫）であり、命に別条はないという。

## 機体
事故の当該機はセスナ172S（テキストロン・アビエーション式172 S型）で、2018年3月に海上保安庁に納入された。海上保安庁における登録番号はSA395で、愛称は「あまつばめ5号」である。当初は第一管区海上保安本部の千歳航空基地にて、教官要員予定者の技量維持を目的とした訓練機として使用されていた。
その後、2020年4月1日に新設された北九州航空基地に同月10日付けで移転し、飛行機操縦要員の養成に使用されるようになった。
なお、2018年8月に訓練飛行で千歳飛行場に着陸した際、バウンドによってポーポイズ状態に陥り、機体前部を損傷した。その後、胴体前方の修理が実施されている。
当該機は事故から1年近く経過した2024年3月31日付で解役され、同年4月18日に登録が抹消された。

## 事故の調査
2024年3月28日、運輸安全委員会は「1年以内に調査を終えることが困難」であるとして、途中経過を報告した。これによると、不時着のおよそ10分前にはエンジンの出力が100%から約60%に低下していた。これは本来であれば飛行を継続できる出力であるが、実際には高度を維持できなくなった。また、不時着直前には後方から黒い煙が出ていたとの報告もある。